# Arcos da Orla de Atalaia
Os Arcos da Orla de Atalaia são um dos cartões postais mais famosos da cidade de Aracaju e do estado de Sergipe. Símbolo maior do local, ficam na calçada da praia de mesmo nome e são um ponto turístico importante do município. O cenário é usado para fotografias, tendo, logo à frente, há uma instalação de um letreiro com a frase "Eu amo Aracaju".

## Histórico
Construídos em 1994 durante o projeto Orla do então governador de Sergipe, João Alves Filho, e reformados no final de 2013 durante o governo de Jackson Barreto de Lima, cada um representa as entregas do complexo.
O primeiro arco foi construído na fundação da Orla. Atualmente são quatro, cada um representando uma fase de construção da orla de Atalaia. Eles foram construídos em concreto e revestidos com pastilhas azuis e têm mais de 10 metros de altura.

## Galeria de imagens

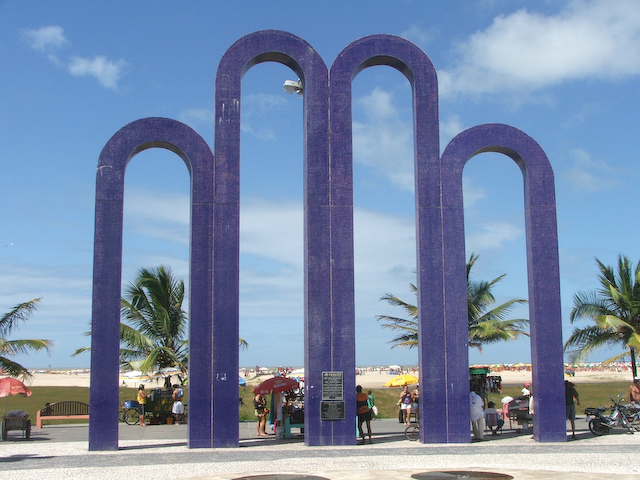
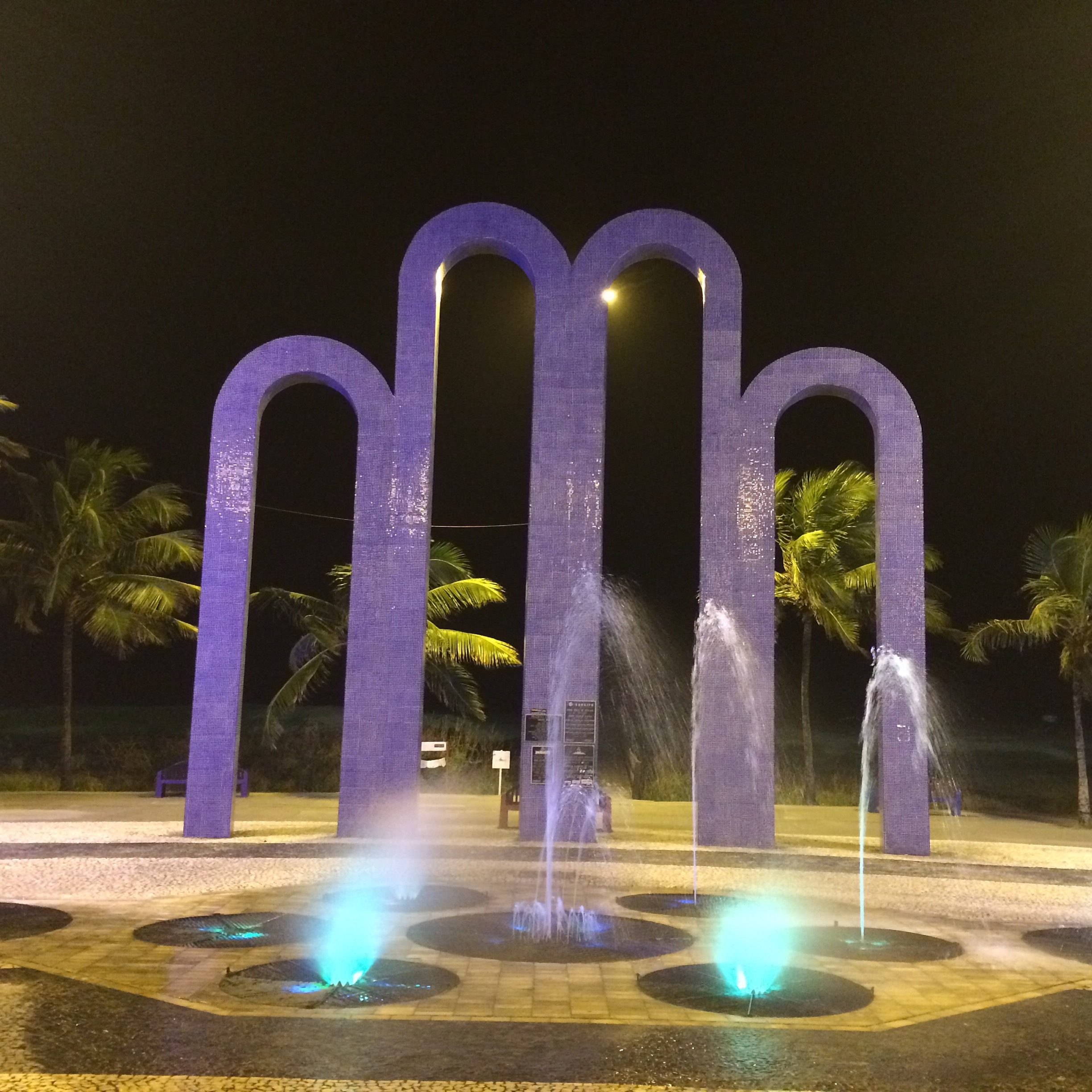
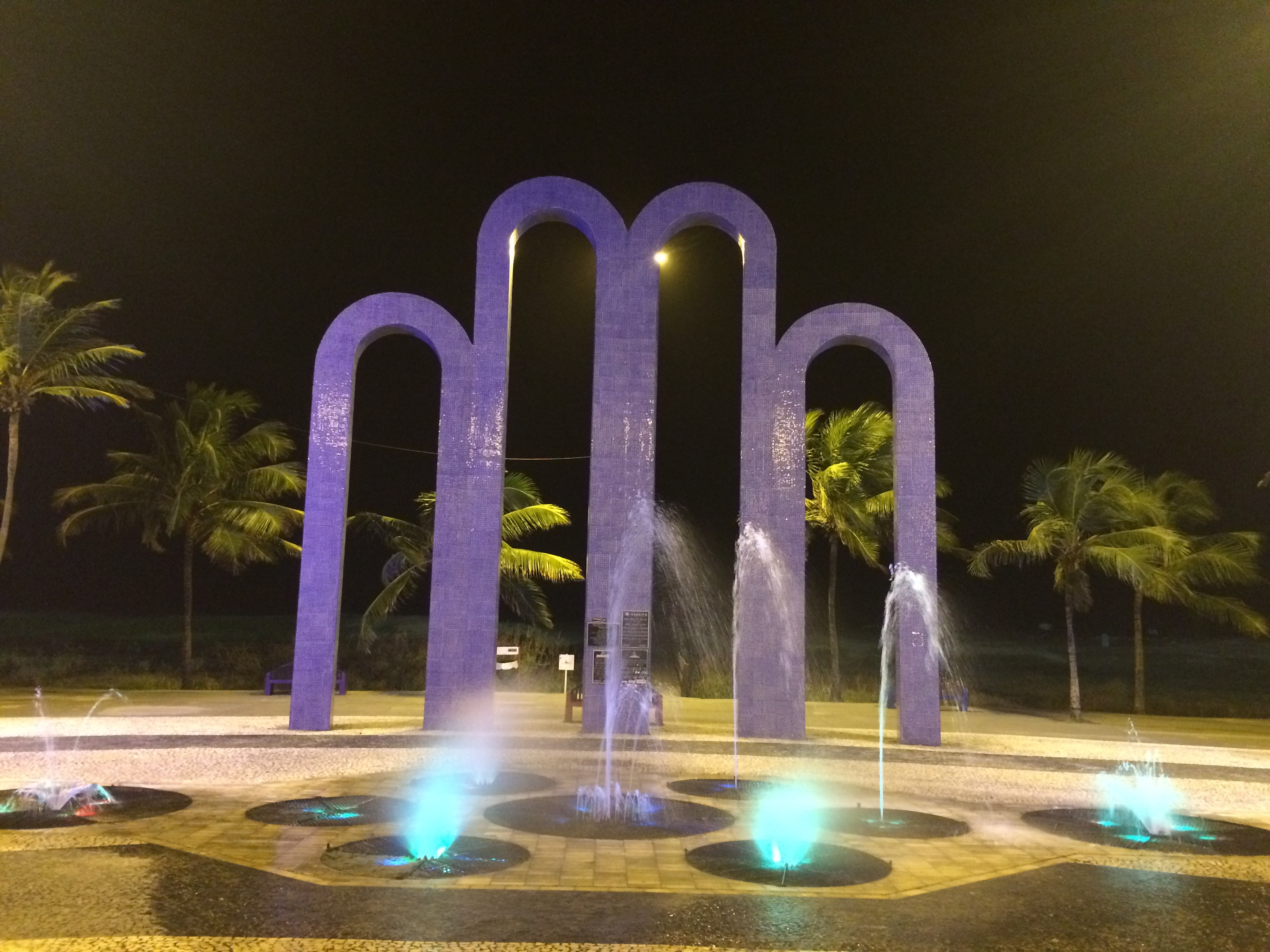
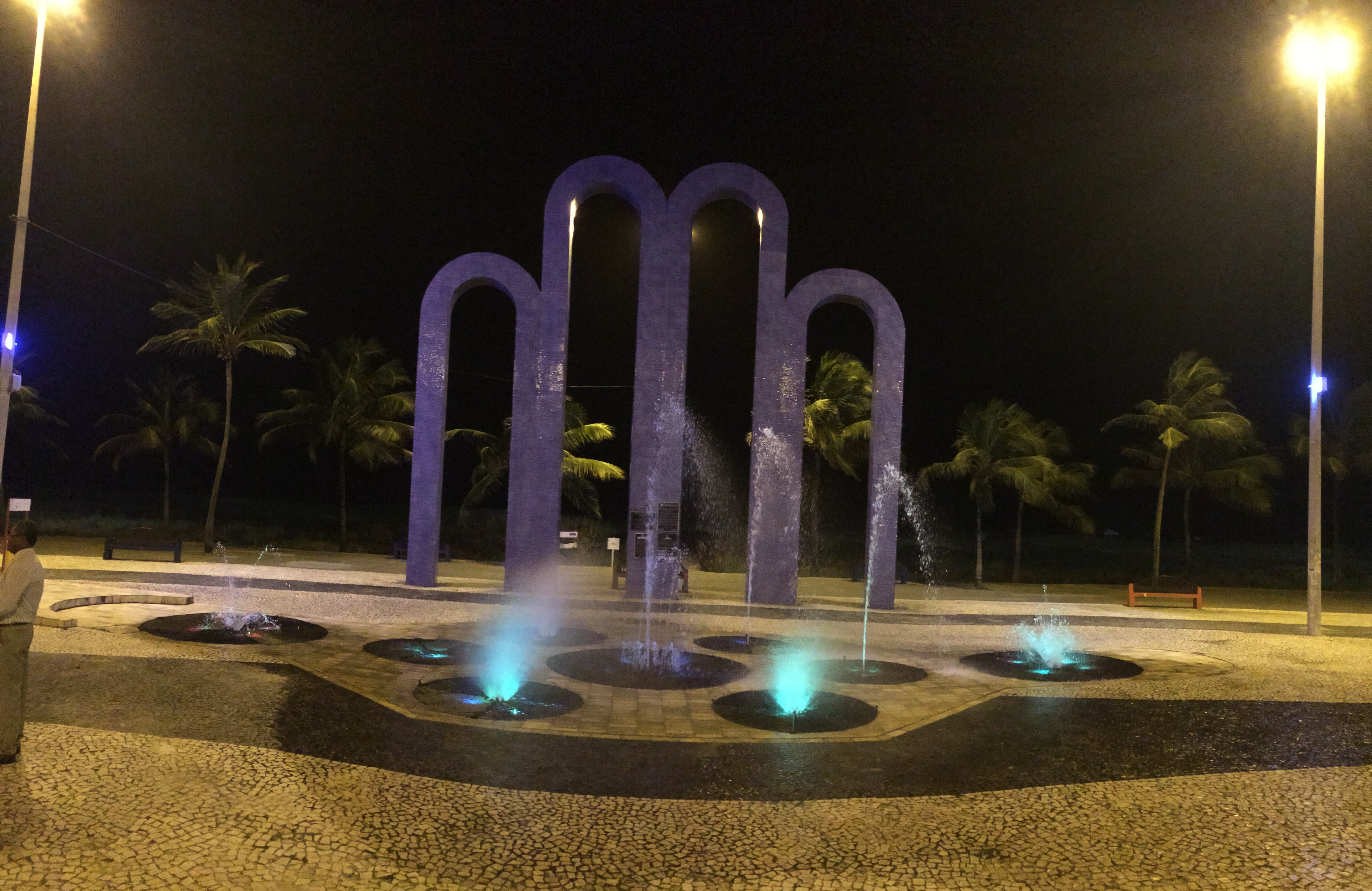
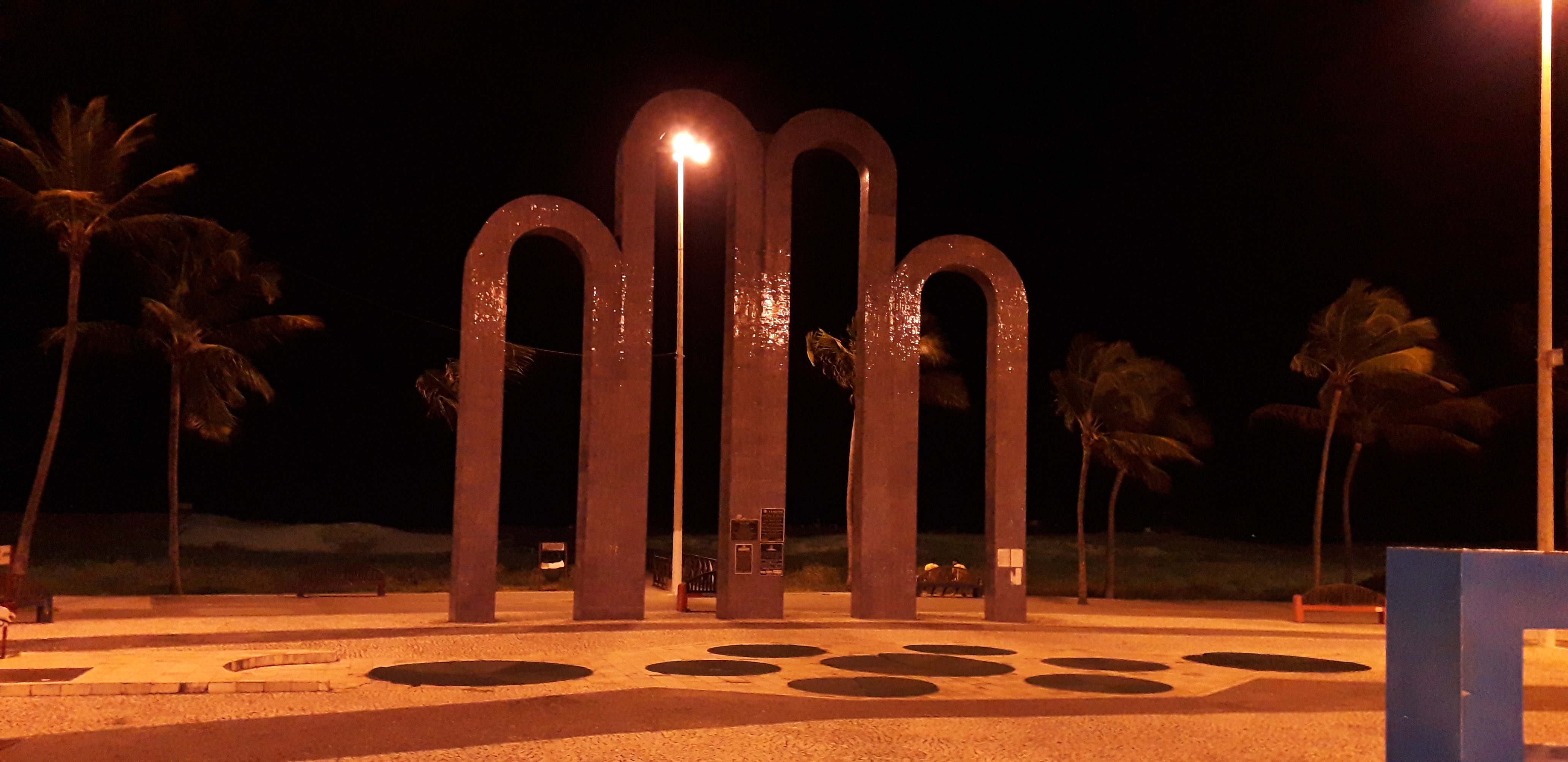
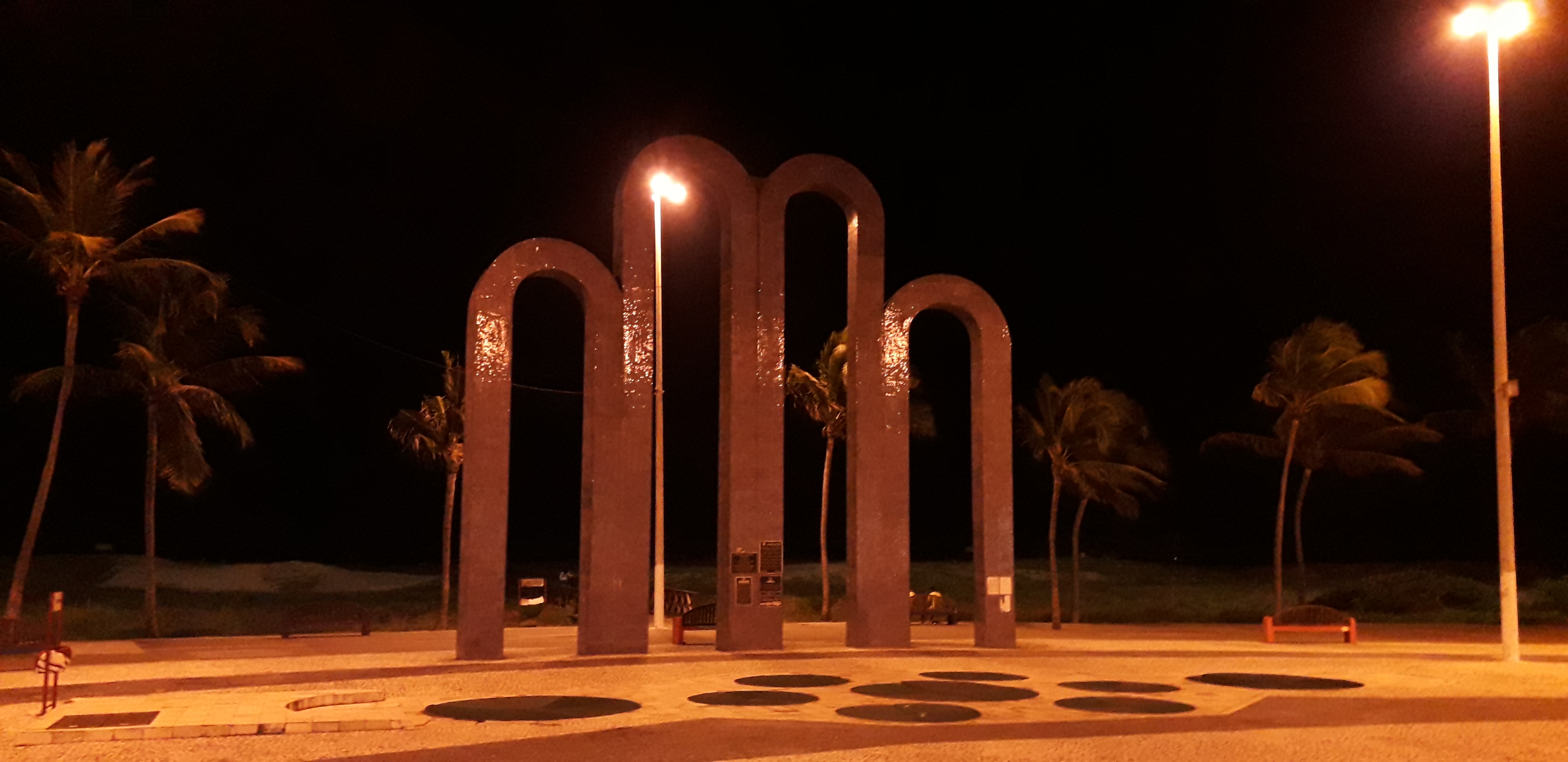
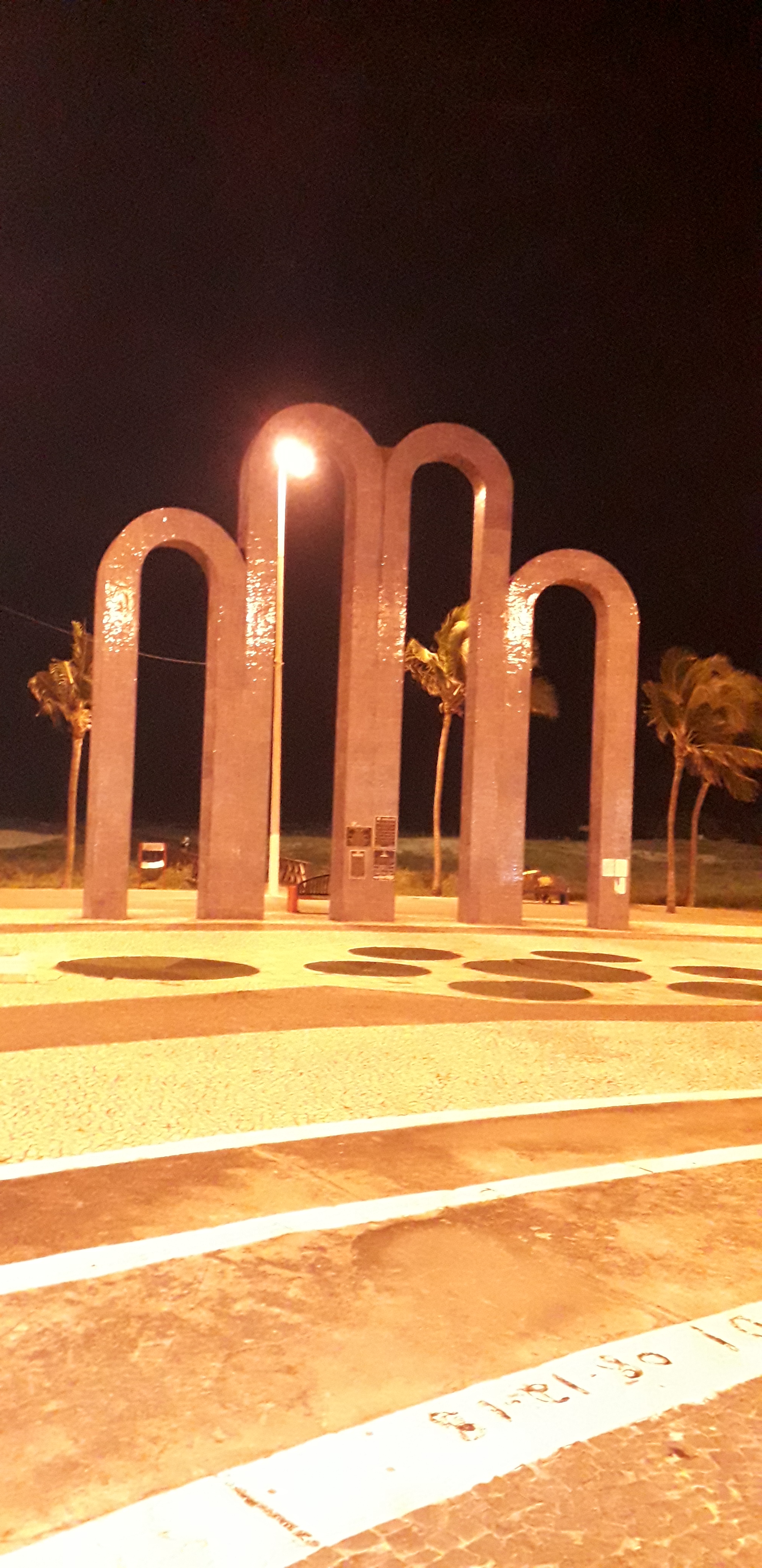
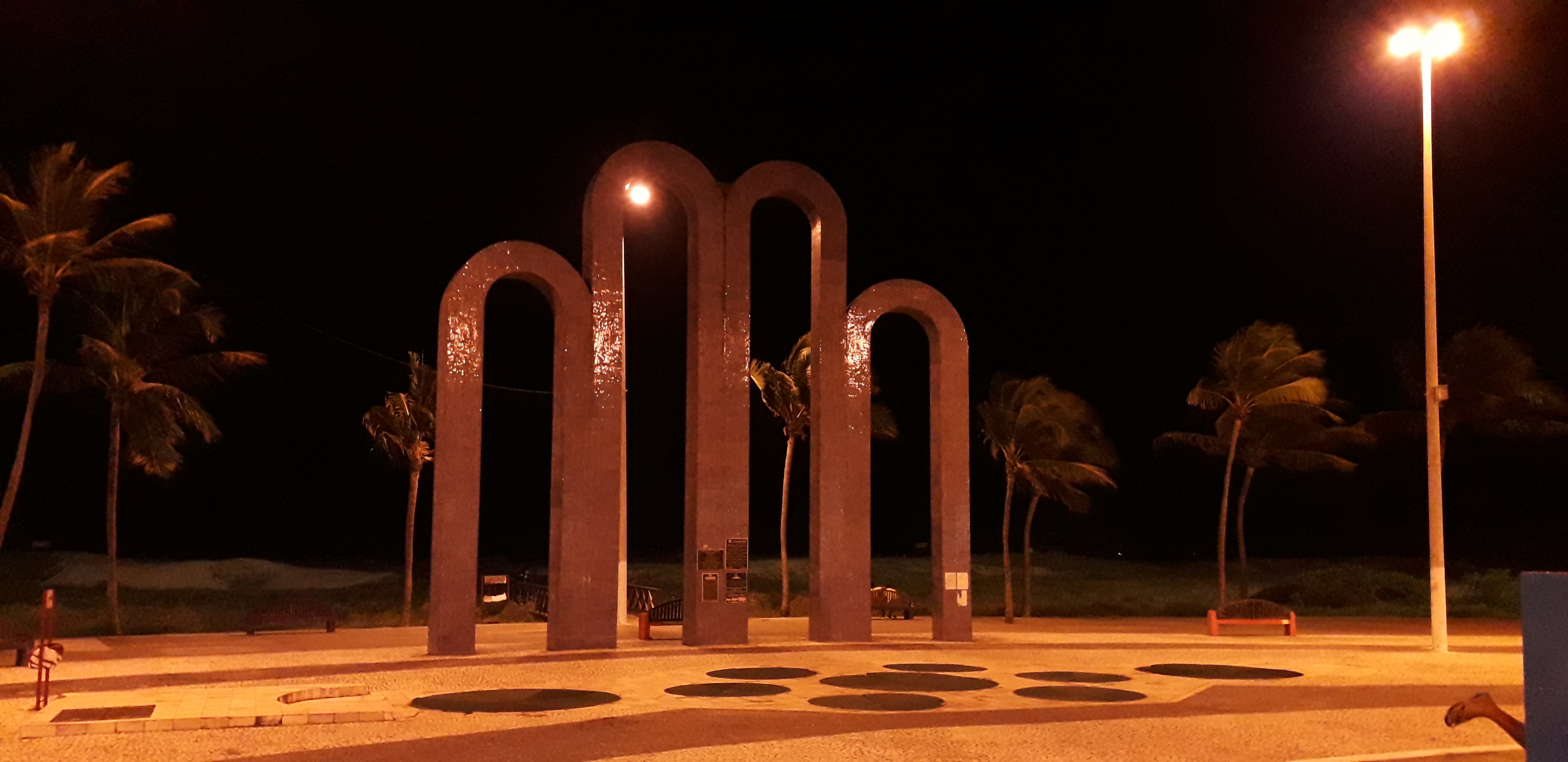
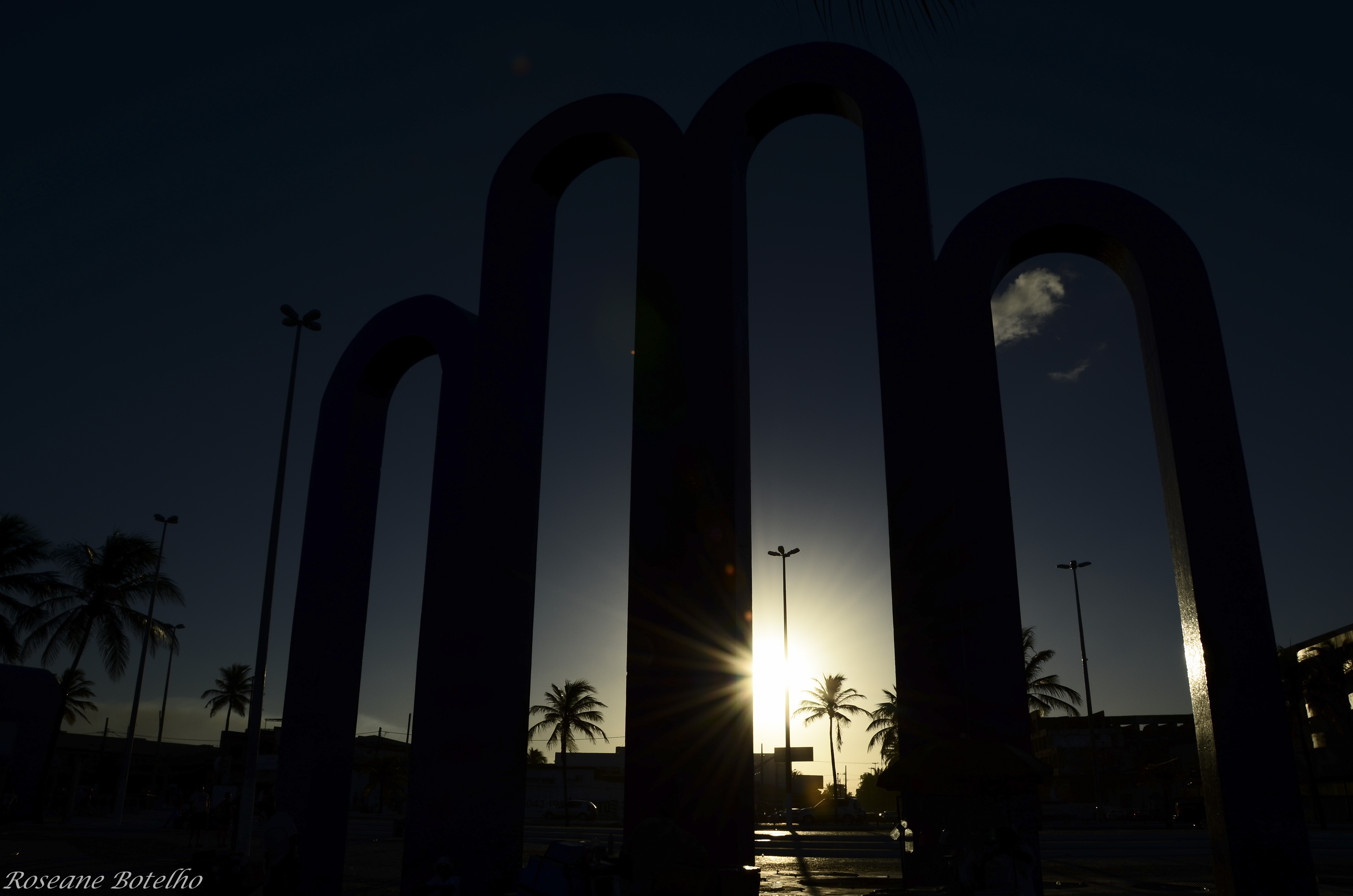